# Pacto Global sobre Refugiados
O Pacto Global sobre Refugiados é um acordo internacional, preparado sob os auspícios das Nações Unidas, que fornece um quadro para melhorar a resposta mundial às necessidades dos refugiados e dos indivídios solicitantes de refúgio.

## Signatários
A Assembleia Geral das Nações Unidas afirmou o pacto (resolução A/RES/73/151) em 17 de dezembro de 2018. 181 nações votaram a favor do pacto, os Estados Unidos e a Hungria votaram contra, a Eritreia, a Líbia e a República Dominicana abstiveram-se de votar.[carece de fontes?]

## Objetivos
De acordo com o ACNUR, os quatro objetivos principais do Pacto são:
- Diminuir a pressão em países de acolhimento;
- Aumentar a autossuficiência dos refugiados;
- Expandir o acesso a soluções de países terceiros;
- Apoiar condições nos países de origem para o retorno com segurança e dignidade.